# Patrick Racing
Patrick Racing – były amerykański zespół wyścigowy, założony w 1970 roku przez Pata Patricka. W historii startów ekipa pojawiała się w stawce USAC National Championship, USAC Championship Car, Champ Car, IndyCar Series oraz Indianapolis 500.

## Zespoły

### CART
- Mario Andretti (1981–1982)
- Tom Bagley (1980)
- Townsend Bell (2001–2002)
- Raul Boesel (1997)
- Pancho Carter (1984)
- Kevin Cogan (1986–1987)
- Wally Dallenbach Sr. (1979)
- Adrian Fernandez (1998–2000)
- Emerson Fittipaldi (1984–1990)
- Chip Ganassi (1983–1984)
- Spike Gehlhausen (1980)
- Bruno Giacomelli (1984–1985)
- Roberto Guerrero (1990–1991)
- Gordon Johncock (1979–1984)
- P.J. Jones (1999)
- Steve Krisiloff (1981)
- Jan Magnussen (1999)
- Roger Mears (1979)
- Roberto Moreno (2000)
- Danny Ongais (1983)
- John Paul Jr. (1984)
- Scott Pruett (1995–1998)
- Johnny Rutherford (1983)
- Oriol Servia (2002–2003)
- Gordon Smiley (1980)
- Danny Sullivan (1991)
- Sammy Swindell (1985)
- Al Unser (1990)
- Jimmy Vasser (2001)
- Rich Vogler (1985)
- Don Whittington (1985)

### IRL
- Tomáš Enge
- Jaques Lazier
- Jeff Simmons
- Al Unser Jr.